# Briza humilis
Briza humilis ist eine Pflanzenart aus der gattung der Zittergräser (Briza) innerhalb der Familie der Süßgräser (Poaceae). Sie wird auch als Brizochloa humilis (M. Bieb.) Chrtek & Hadač  in die Gattung Brizochloa gestellt.

## Beschreibung
Briza humilis ist ein einjähriger Horst-Therophyt, der Wuchshöhen von 8 bis 40 Zentimeter erreicht. Die Blätter sind 1 bis 2 Millimeter breit. Die Rispe ist schmal und verlängert, ihre Äste sind angedrückt. Die Ährchen sind grau, eiförmig, aufrecht und spitz.
Die Blütezeit reicht von Mai bis Juni.
Die Chromosomenzahl beträgt 2n = 14.

## Vorkommen
Briza humilis kommt im östlichen Mittelmeerraum und im Orient vor. Ihr Verbreitungsgebiet reicht von Südosteuropa bis zur Krim und dem Iran. In Europa kommt sie vor in den Ländern Bulgarien, Griechenland, Kreta, auf der Krim und in der Türkei. Auf Karpathos wächst die Art in Eichen- und Kiefernwäldern, in Phrygana und auf Brachland in Höhenlagen von ca. 500 Meter.

## Taxonomie
Briza humilis wurde 1808 von Friedrich August Marschall von Bieberstein in Flora Taurico-Caucasica exhibens stirpes phaenogamas, in Chersoneso Taurica et regionibus caucasicis sponte crescentes Band 1, Seite 66 erstbeschrieben. Die Art wurde 1969 von Jindřich Chrtek und Emil Hadač in  Candollea Band 24 Seite 170 als Brizochloa humilis (M. Bieb.) Chrtek & Hadač in die Gattung Brizochloa gestellt.

## Belege